# Catherine Millar
Catherine Millar – australijska reżyserka i scenarzystka. 
Jej reżyserski debiut miał miejsce w 1983 roku w australijskiej operze mydlanej A Country Practice, w której wyreżyserowała dwa odcinki: A Lady's Choice: Część 1 i Część 2. Rok później zadebiutowała jako reżyser filmowy w obrazie Every Move She Makes. 
W roku 1997 była nominowana do nagrody Australijskiej Akademii Filmowej - dla najlepszego reżysera telewizyjnego, za jeden z odcinków serialu Twisted Tales.
W 1998 roku wyreżyserowała australijski horror Tajemnica domu przy Gantry Row - opowiadający o nawiedzonym domu, w roli głównej wystąpiła Rebecca Gibney. 
Millar wyreżyserowała wiele odcinków najbardziej popularnych seriali telewizyjnych m.in. Ucieczka w kosmos, Zaginiony świat, Więźniarki czy Cena życia.

## Filmografia
Reżyer - filmy 
- Every Move She Makes, 1984
- The Long Way Home, 1985
- Darlings of the Gods, 1989
- Tajemnica domu przy Gantry Row, 1998
- Bez ostrzeżenia, 1999
- Mumbo Jumbo, 1999

 Reżyser - seriale 
- A Country Practice, 2 odcinki - 1983
- Oddział Specjalny, 2 odcinki - 1984
- Więźniarki, 4 odcinki - 1984-1985
- Twisted Tales, 1 odcinek - 1996
- Latający lekarze, 14 odcinków - 1987-1991
- Szczury wodne, 2 odcinki - 1997
- Szkoła złamanych serc, 14 odcinków - 1996-1998
- Ucieczka w kosmos, 3 odcinki - 2000-2001
- Zaginiony świat, 12 odcinki - 1999-2002
- The Sleepover Club, 5 odcinków - 2003
- Headland, 8 odcinków - 2005-2006
- Cena życia, 10 odcinków - 2004-2006
- Zatoka serc, 10 odcinków - 2006
- Chata pełna Rafterów, 4 odcinki - 2009-2010
- House Husbands, 6 odcinków - 2012-2013
- Zagadki kryminalne panny Fisher, 2 odcinki - 2013

 Scenariusz 
- The Keepers, 1 odcinek - 1984
- Every Move She Makes, film - 1984
- A Country Practice, 1 odcinek - 1994
- Cena życia, 1 odcinek - 2004

## Nagrody i nominacje
- Nominacja - Australijska Akademia Sztuk Filmowych i Telewizyjnych AFI/AACTA 1997 - za: Najlepsza reżyseria dramatu telewizyjnego, za film Twisted Tales, za odcinek "Directly From My Heart To You"[1]